# Antígon (politic)
Antígon (en llatí Antigonus, en grec antic Ἀντίγονος) fill d'Alexandre, fou un polític macedoni que va viure al segle ii aC.
El rei Perseu de Macedònia el va enviar com ambaixador a Beòcia l'any 172 aC i va aconseguir que les ciutats de Coronea, Tebes i Haliartos es mantinguessin lleials al Regne de Macedònia, segons diu Polibi.